# Дербенёв, Вадим Клавдиевич
Вади́м Кла́вдиевич Дербенёв (18 июня 1934, Ярославль — 25 октября 2016, Москва) — советский и российский кинорежиссёр, кинооператор и сценарист, работавший на студиях «Молдова-фильм» и «Мосфильм». Народный артист Российской Федерации (1994).

## Биография
Родился в семье писателя Клавдия Михайловича Дербенёва (1905—1963), автора популярных детективов про шпионов. Большое влияние на выбор профессии оказала подаренная ему книга Л. Кулешова «Основы режиссуры».
В 1957 году окончил операторский факультет ВГИКа (мастерская Б. Волчека), работал на киностудии «Молдова-фильм».
В 1961 году снял «Человек идёт за солнцем»:
После выхода картины на экран Дербенёва называли, наряду с Урусевским, «главным представителем поэтического кинематографа в операторском искусстве».Наталья Баландина, «Киноведческие записки» № 57 2002
С 1962 года начал работать в качестве режиссёра-постановщика.
Дербенёву не хватает жестокости. Он слишком сентиментален. Он ищет теплоту… без противопоставления. Надеюсь на его последнюю картину трагического характера. Мне кажется, он может экранизировать Грина, ему доступен его мир — мир поэзии и грёз.Андрей Тарковский, из интервью 15 августа 1967 года, «Колумна / Горизонт» № 7 1990
С 1969 года — на «Мосфильме», где снял серию фильмов о балете Большого театра и несколько балетных фильмов-спектаклей. Параллельно сделал несколько работ в  ТО «Экран» (1970—1974).
C 90-х годов работал в ТО «Сериал» (1994−1995) и кинокомпании «Дом фильм» (2000−2005), сняв несколько остросюжетных сериалов. В 2007 году на сцене Российского театра драмы им. Ф. Волкова в Ярославле поставил спектакль «Бульвар удачи».
Член Союза кинематографистов СССР (Москва).
Скончался 25 октября 2016 года. Похоронен 28 октября на Ваганьковском кладбище (участок № 43).

## Фильмография

### Режиссёр
- 1962 — Путешествие в апрель
- 1965 — Последний месяц осени
- 1968 — Рыцарь мечты
- 1969 — Балерина
- 1972 — Воскресный музыкант (телевизионный)
- 1974 — Гончарный круг (телевизионный)
- 1976 — Грозный век (фильм-балет)
- 1977 — Спартак (фильм-балет)
- 1979 — По следу властелина
- 1981 — Женщина в белом
- 1983 — Тайна «Чёрных дроздов»
- 1985 — Змеелов
- 1988 — Чёрный коридор
- 1989 — Загадка Эндхауза
- 1990 — Охота на сутенёра
- 1991 — Дом свиданий (телевизионный)
- 1992 — Балетмейстер
- 1993 — Коппелия
- 1993 — Премьера «Русского балета»
- 1995 — На углу, у Патриарших (сериал)
- 1995 — Хореографические новеллы Вячеслава Гордеева
- 1997 — Жизнь в танце… и жизнь наяву
- 1997 — Фантазия на тему Казановы
- 1998 — Град былинный
- 1998 — Ярославия — древнерусская сторона
- 2001 — На углу, у Патриарших 2 (сериал)
- 2002 — Линия защиты
- 2003 — На углу, у Патриарших 3 (сериал)
- 2004 — На углу, у Патриарших 4 (сериал)
- 2006 — Плата за любовь
- 2008 — Большая игра
- 2010 — Гадание при свечах

### Оператор
- 1958 — Атаман Кодр
- 1959 — Колыбельная
- 1961 — Человек идёт за солнцем
- 1961 — Горизонт
- 1962 — Путешествие в апрель
- 1965 — Последний месяц осени
- 1968 — Рыцарь мечты
- 1969 — Балерина
- 1976 — Грозный век
- 1977 — Спартак
- 1997 — Жизнь в танце… и жизнь наяву
- 1997 — Фантазия на тему Казановы
- 1998 — Град былинный
- 1998 — Ярославия — древнерусская сторона

### Сценарист
- 1968 — Рыцарь мечты
- 1969 — Балерина
- 1976 — Грозный век
- 1977 — Спартак
- 1979 — По следу властелина
- 1981 — Женщина в белом
- 1988 — Чёрный коридор
- 1989 — Загадка Эндхауза
- 1990 — Охота на сутенёра
- 1992 — Балетмейстер
- 1993 — Коппелия
- 1993 — Премьера «Русского балета»
- 1995 — Хореографические новеллы Вячеслава Гордеева
- 1997 — Жизнь в танце… и жизнь наяву
- 1997 — Фантазия на тему Казановы
- 1998 — Град былинный
- 1998 — Ярославия — древнерусская сторона

## Награды и премии
- Первая премия Всесоюзного кинофестиваля в Киеве (1959) — за лучшую операторскую работу («Атаман Кодр»)[7];
- орден «Знак Почёта» (1960)[источник не указан 390 дней];
- заслуженный деятель искусств Молдавской ССР (1962)[7];
- премия II Всесоюзного кинофестиваля в Киеве (1966) — за режиссуру и приз за разработку современной темы («Последний месяц осени»)[8][7];
- премия «Южный крест» и специальный приз «За поэтическую атмосферу фильма» на Международном кинофестивале в Мар-дель-Плата (1966) — за фильм «Последний месяц осени»[источник не указан 390 дней];
- приз на Международном кинофестивале в Буэнос-Айресе (1970) — за лучший фильм-балет («Балерина»)[источник не указан 390 дней];
- народный артист Российской Федерации (1 декабря 1994) — за большие заслуги в области искусства[9];
- премия МВД (1996) («На углу, у Патриарших»)[источник не указан 390 дней].